# Le ciel est rouge

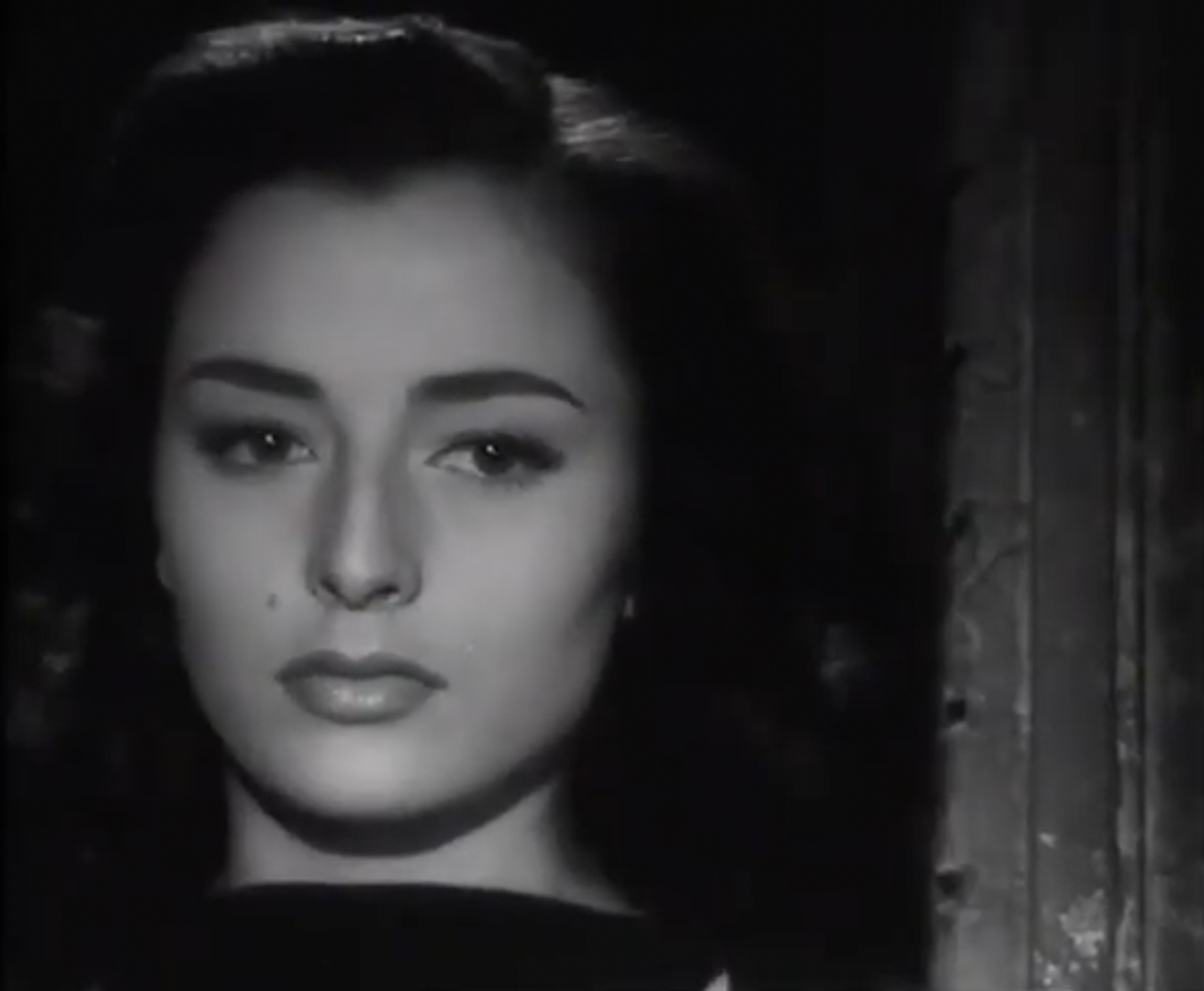
Marina Berti dans une scène du film.

Le ciel est rouge (italien : Il cielo è rosso) est un film dramatique italien sorti en 1950. Le film marque les débuts de metteur en scène de Claudio Gora et est adapté du roman éponyme de Giuseppe Berto.
Il a été diffusé dans le cadre de la rétrospective Questi fantasmi: Cinema italiano ritrovato lors de la 65e Mostra de Venise.

## Synopsis
Daniele, un garçon de 16 ans, trouve sa maison détruite et apprend que ses parents sont morts lors du bombardement. Maintenant seul au monde, il erre dans les ruines et rencontre Tullio qui vit dans une zone abandonnée avec quelques filles, Carla, une jeune fille de 18 ans prostituée, Giulia, souffrant de tuberculose, et Maria, une petite fille. Tullio qui vit d’expédients est tué par des agents. La nouvelle secoue Daniele, puis Giulia meurt aggravant la douleur et le poussant au suicide. Mais Carla arrive et le sauve, mais Daniele s'éloigne d'elle pour trouver son propre chemin dans le monde.

## Fiche technique
- Titre : Le ciel est rouge
- Titre original : Il cielo é rosso
- Réalisation : Claudio Gora
- Scénario : Cesare Zavattini, Claudio Gora, Leopoldo Trieste
- Photographie :	Vaclav Vich
- Musique : Valentino Bucchi
- Montage : Giancarlo Cappelli
- Décors : Arrigo Equini

## Distribution
- Jacques Sernas : Tullio
- Marina Berti : Carla
- Mischa Auer : Daniele
- Anna Maria Ferrero : Giulia
- Lauro Gazzolo : calzolaio
- Liliana Tellini : Nora
- Amedeo Trilli